# Cowan Creek
Koordinaten: 33° 36′ 47″ S, 151° 12′ 21″ O

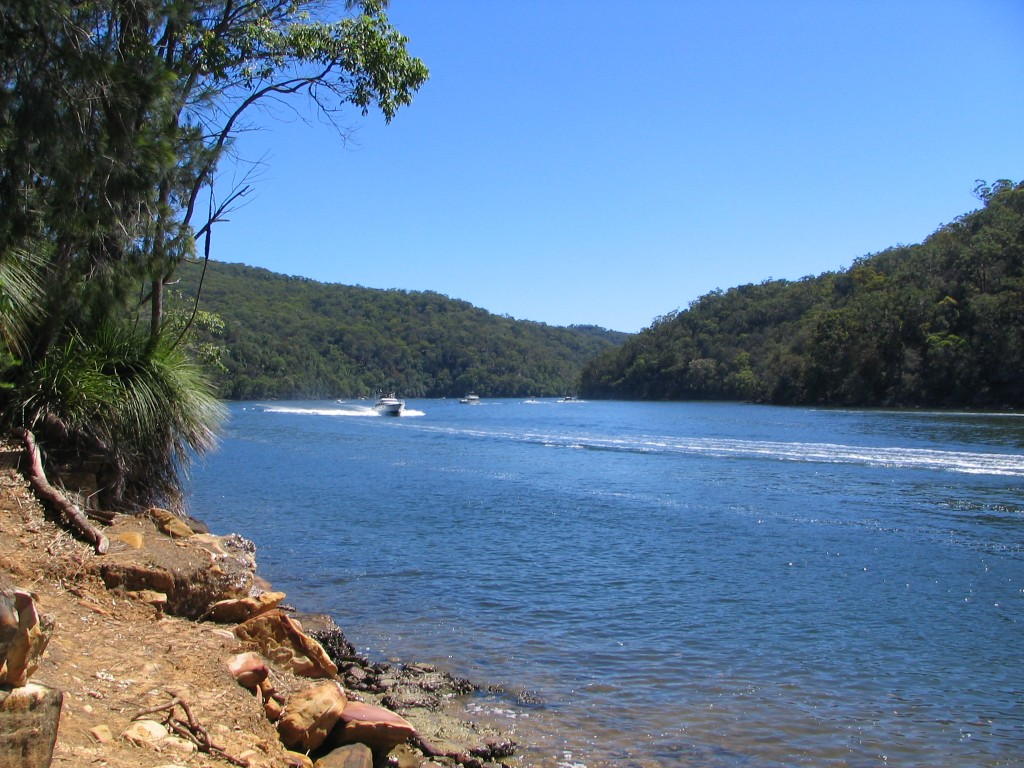
Cowan Creek im Ku-ring-gai-Chase-Nationalpark

Cowan Creek ist eine durch Tidenhub beeinflusste Ria in New South Wales, Australien, die im Ku-ring-gai-Chase-Nationalpark liegt. Als Ria wird dieses Gewässer bezeichnet, weil es zum einen vor allem vom Pazifischen Ozean über den Hawkesbury River und durch kleinere Zuläufe nach Regenfällen gespeist wird und zum anderen es sich um einen überfluteten Flusslauf handelt. Das Gewässer ist ein Teil des Hawkesbury Broken Bay River System. In den 14 km langen und maximal 400 m breiten Cowan Creek münden die Rias Smith Creek und Coal and Candle Creek ein. Der Cowan Creek geht abschließend in das Cowan Water über. 
Der einzige bewohnte Ort, der am Cowan Creek liegt, ist die Ortschaft Cottage Point, die etwa 38 km von der Innenstadt Sydneys entfernt ist. Die Rias dieses Gebiets bieten Freizeitmöglichkeiten und werden von Schiffen und Yachten befahren, ferner starten und landen darauf Wasserflugzeuge. Schiffsanlegeplätze befinden sich auf dem Cowan Creek an der Küstenlinie von Cottage Point und ein weiterer in der Akuna Bay in der Bucht von Coal and Candle Creek.
Der Cowan Creek ist ein beliebtes Gebiet der Sportangler. Um die Boote ins Wasser zu lassen, gibt es Bootsrampen an der Akuna Bay und Apple Tree Bay. Die Angler finden in den zahlreichen kleinen Buchten gute Voraussetzungen zum Fischefangen. 
Bobin Head, ein weiteres touristisches Ziel mit verschiedenen Einrichtungen, liegt am Anfang von Cowan Creek unweit des Ortes Mount Kuring-Gai.